# Dolmen du Calvaire

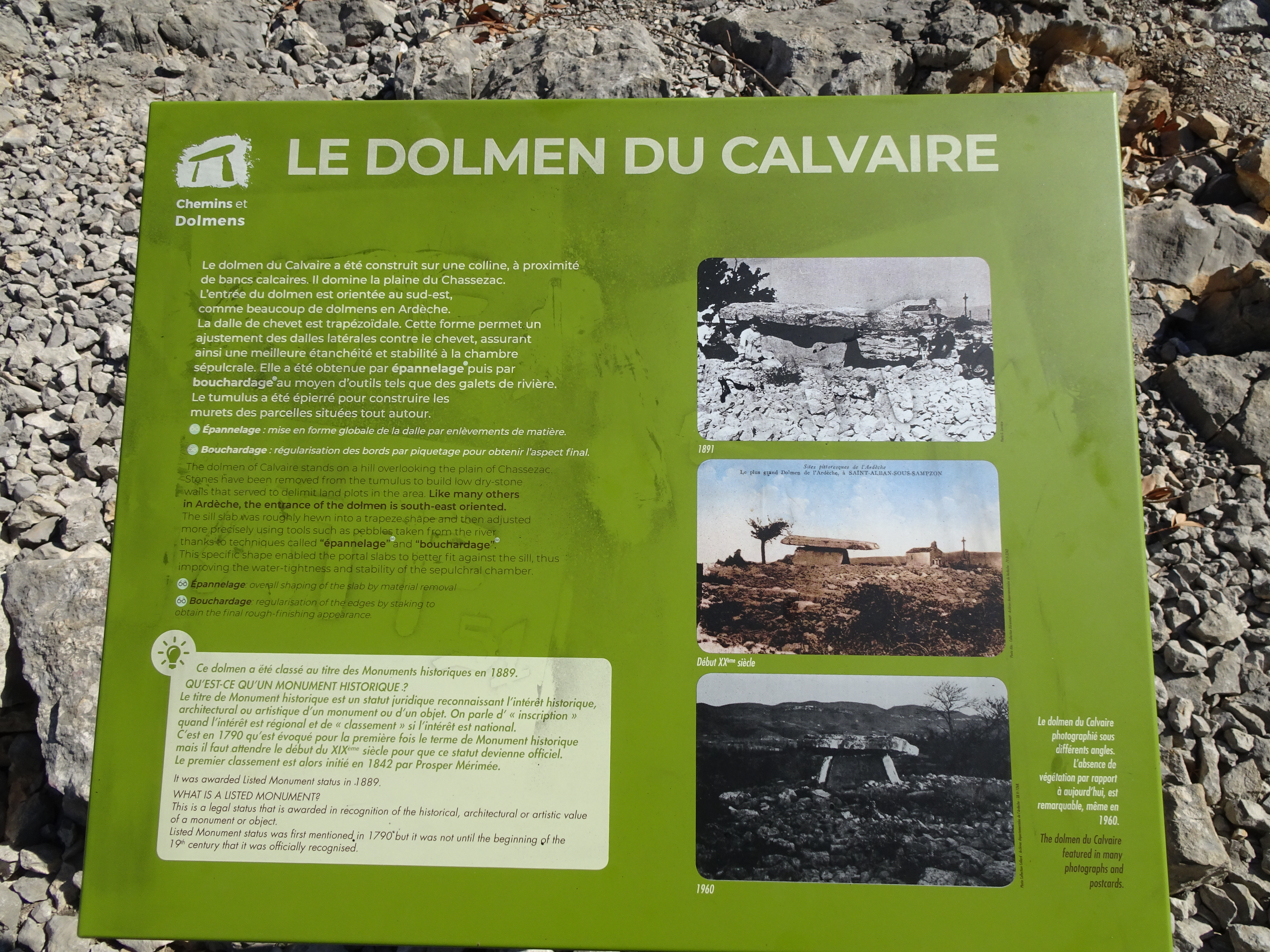
Dolmen du Calvaire

Die beiden Dolmen du Calvaire liegen auf einem Hügel oberhalb des Flusses Chassezac (ein Nebenfluss der Ardèche), beim Weiler Calvaire in der Nähe der Gemeinde Saint-Alban-Auriolles, westlich von Vallon-Pont-d’Arc in der Region Okzitanien in Frankreich. Sie zählen zu den „Dolmens de l’Ardèche“, die mit 800 Dolmen hinter der Bretagne das zweitgrößte megalithische Areal bilden. Dolmen ist in Frankreich der Oberbegriff für Megalithanlagen aller Art (siehe: Französische Nomenklatur).
Ein Kreuzweg führt hinauf bis zu einer Kapelle aus dem 16. Jahrhundert. Etwa 60 Meter vor der Kapelle steht der Dolmen Nr. 2 du Calvaire. Die Deckenplatte fehlt und auch sonst ist er stark zerstört. Etwa 70 Meter hinter der Kapelle liegt der weitgehend intakte Dolmen du Calvaire Nr. 1, eine Megalithanlage des „Typs Languedoc“. Alle drei Tragsteine aus lokalem plattigen Steinmaterial sind vorhanden. Der Zugang liegt wie bei vielen Dolmen im unteren Vivarais im Südosten. Die etwa 30 cm dicke Deckenplatte misst 4 × 4,2 m. Ihr Gewicht wird auf 11 Tonnen geschätzt. Die beiden Dolmen stehen seit 1889 unter Denkmalschutz und wurden auf die Jahre zwischen 5000 und 4000 v. Chr. datiert.

## Sage
Einer Sage gemäß wird der Dolmen „Feenhut“ genannt: Einst lebte hier eine junge hübsche Fee mit großem Hut. Sie sprang von Stein zu Stein, bis sie eines Tages bemerkte, dass sie von einer Bestie verfolgt wurde. Um sich zu retten, stülpte sie kurzerhand, am Ort wo heute der Dolmen steht, ihren Hut über das Untier.